# Garhakota
Garhakota és una vila de Madhya Pradesh a l'angle entre els rius Sonar i Gadhairi, a uns 43 km a l'est de Sagar, capital del districte de Sagar. La població era d'11.414 el 1881 i de 8.508 el 1901.
Fou fundada probablement pels gonds que la van dominar fins al 1629 quan fou ocupada per un cap rajput del Bundelkhand de nom Chandra Sah, que va construir el fort. El 1703, Hirde Sah, fill de Chhatra Sal, raja bundela de Panna, va ocupar Garhakota i va concedir al seu governant el poble de Naiguwan a Rehli, que fins al 1947 fou un feu de Panna en mans dels descendents de Chandra Sah.
Hirde Sah va construir més a l'est del fort una nova ciutat a la vora del riu que va anomenar Hirdenagar. Hirde va morir el 1739 i van esclatar conflictes entre el successor Subha Singh i el seu germà petit Prithwi Singh i aquest va cridar en ajut al peshwa maratha al que va prometre a canvi el quart de les taxes dels seus dominis. Amb l'ajut maratha Prhitwi Singh es va apoderar de Garhakota. El 1810 la fortalesa fou atacada pel raja de Nagpur i Mardan Singh, descendent de Prithwi Singh, va morir en la lluita; el seu fill Arjun Singh, va demanar ajut a Sindhia de Gwalior oferint la cessió de la meitat del seu territori com a pagament per la protecció. Sindhia va enviar un exèrcit dirigit pel coronel Jean Baptiste, que va derrotar les forces de Nagpur i va annexionar Malthon i Garhakota, deixant a Arjun Singh el territori de Shahgarh i alguns altres territoris. Baptiste va romandre algun temps a Garhakota com a governador. El 1819, Arjun Singh es va apoderar del fort per sorpresa i el va conservar uns quants mesos, però el 1820 fou expulsat per una força britànica dirigida pel general Watson i durant anys fou administrada pels britànics en nom dels Sindhia de Gwalior. El 1857 els rebels es van apoderar del fort que fou atacat per Sir Hugh Rose el 1858. El 1861 Garhakota fou cedida als britànics a canvi d'altres territoris. Es va crear la municipalitat al cap de pocs anys però fou abolida vers 1880.